# Act of Settlement

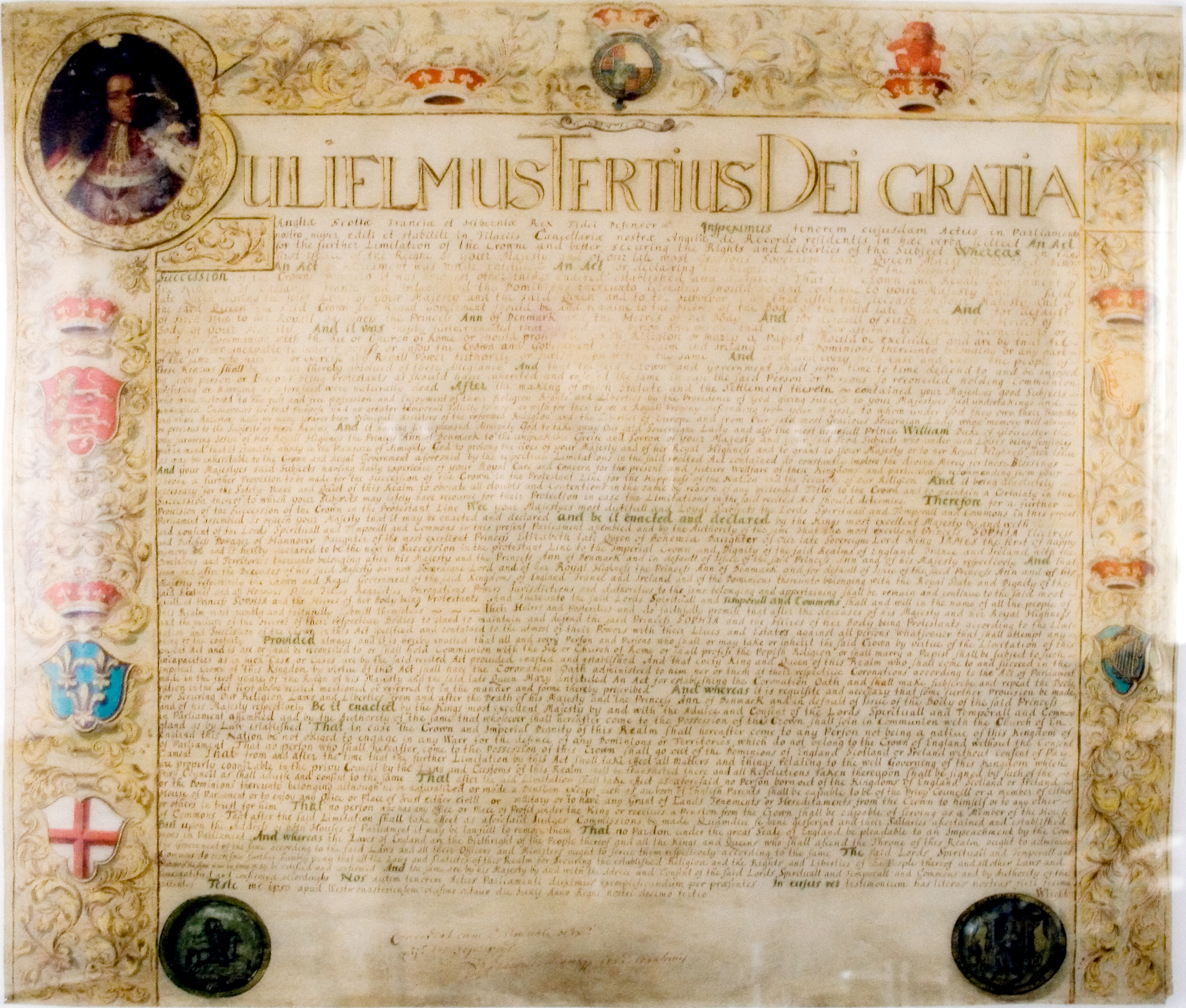
Act of Settlement (Kopie)

Mit dem Act of Settlement (deutsch „Gesetz zur Regelung“) schuf das englische Parlament 1701 die neue Grundlage der protestantischen Thronfolge im Königreich England. Als Thronfolgeregelung ist der Act of Settlement bis heute im Vereinigten Königreich gültig, aber seit 2015 durch das sogenannte Perth Agreement grundlegend verändert.
Der Langtitel des Gesetzes lautet An Act for the further Limitation of the Crown and better securing the Rights and Liberties of the Subject (wörtlich etwa: „Ein Gesetz zur weiteren Beschränkung der Krone und zur besseren Sicherung der Rechte und Freiheiten des Untertanen“).

## Beschreibung und Geschichte
Der Act of Settlement schreibt fest, dass nach dem Tod Annes, der letzten protestantischen Thronfolgerin im Haus Stuart (und späteren Königin von 1702 bis 1714), das Recht der Thronfolge – unter Umgehung der bis dahin gültigen Erbfolgelinie – auf Sophie von der Pfalz bzw. deren protestantische Nachkommen übergehen sollte. Sophie von der Pfalz war eine Tochter der Elisabeth Stuart und die nächste lebende protestantische Verwandte des Königshauses. Außerdem wurde geregelt, dass auch alle jene ihrer künftigen Nachkommen ihr Anrecht auf den englischen (ab 1707 britischen) Thron verlieren, die katholisch werden oder einen katholischen Partner heiraten („die päpstliche Religion bekennen oder einen Papisten heiraten“). Hierdurch wurden sämtliche Katholiken aus der englischen bzw. später britischen Thronfolge ausgeschlossen, was nach Jahrzehnten politischer Krisen und Unruhen das Hauptziel des Gesetzes war.

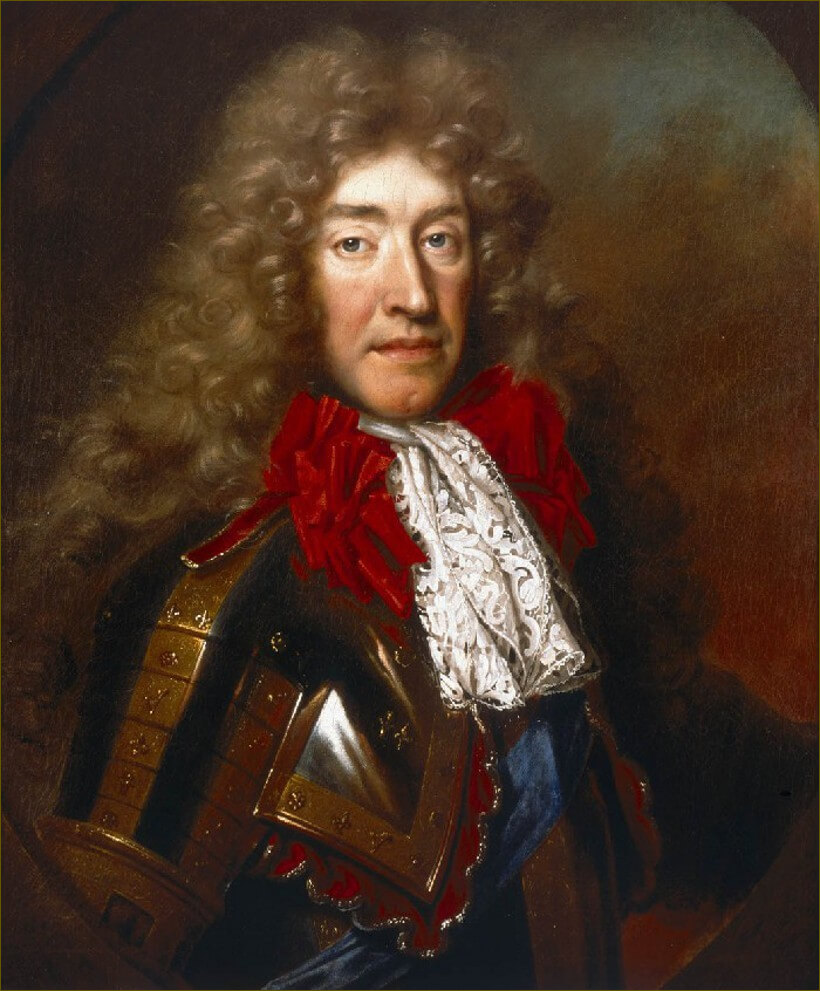
König Jakob II. Stuart

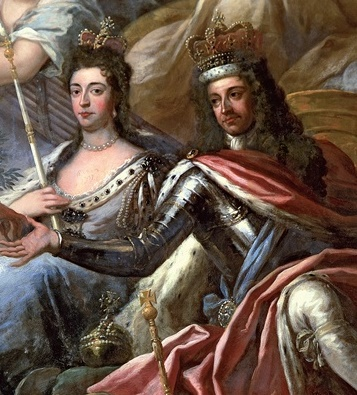
Maria II. und Wilhelm III. von Oranien

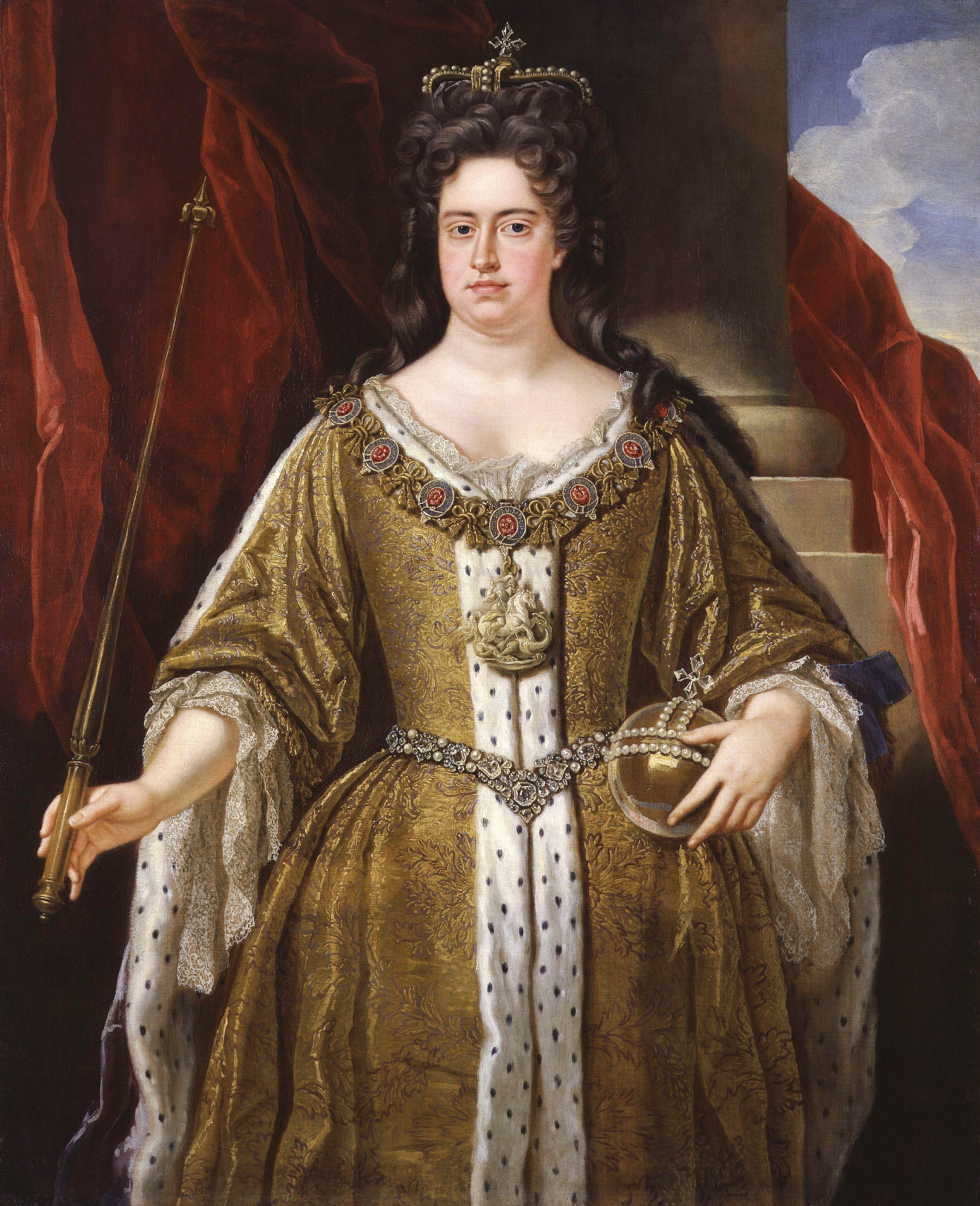
Queen Anne

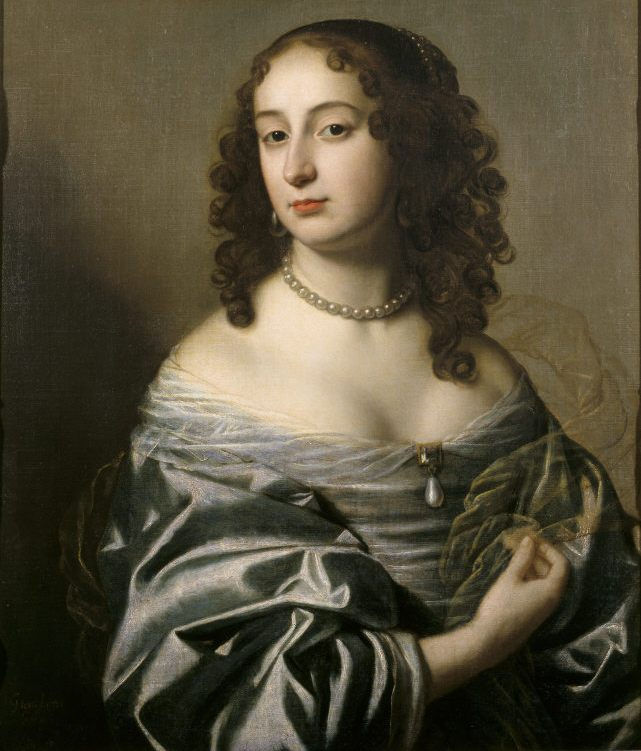
Prinzessin Sophie von der Pfalz aus dem Hause Wittelsbach, verheiratete Herzogin zu Braunschweig und Lüneburg

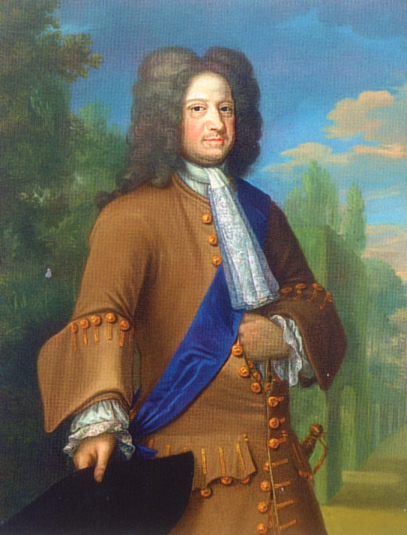
Georg I. von Hannover

Der historische Hintergrund war, dass der Vater Annes, Jakob II., der nach dem Englischen Bürgerkrieg und der republikanischen Herrschaft der Puritaner unter Oliver Cromwell im französischen Exil aufgewachsen war, nach der Wiederherstellung der Monarchie 1660 unter seinem älteren Bruder Karl II. um 1668 zum katholischen Glauben konvertiert war. 1673 hatte er zudem in zweiter Ehe eine katholische italienische Prinzessin geheiratet, Maria Beatrix von Modena. Da sein Bruder keine ehelichen Kinder hatte, befürchtete das Parlament eine katholische Thronfolge und plante 1679 mit dem Erlass der Exclusion Bill den Ausschluss Jakobs von der Thronfolge. König Karl II. verhinderte dies jedoch durch die Auflösung des Parlaments und konvertierte selbst 1685 auf seinem Sterbebett. Jakob folgte seinem Bruder auf den Thron, als erster katholischer König seit Maria I. Er musste sich zunächst des Umsturzversuches eines unehelichen Sohnes seines Bruders erwehren. Schon im folgenden Jahr verschärften sich die Spannungen, als der päpstliche Nuntius und ein Beichtvater an Einfluss gewannen, der König Katholiken in Staatsämter und Universitätsrektorate berief und den anglikanischen Bischof von London suspendierte sowie anti-katholische Gesetze aufhob. Die Beunruhigung nahm zu, als Königin Maria im Juni 1688 einen Sohn und Erben, James Francis Edward, zur Welt brachte, der die protestantischen Töchter ihres Mannes aus seiner ersten Ehe von der Thronfolge verdrängte. 1688/89 wurde Jakob II. daher in der Glorious Revolution vertrieben und seine Tochter Maria II. wurde zur Königin gekrönt, gemeinsam mit ihrem Mann, Wilhelm III. von Oranien, dessen Mutter eine Schwester Karls II. und Jakobs II. war.
Mit der 1689 verabschiedeten Bill of Rights begann, mitten im Zeitalter des Absolutismus, eine Machtverschiebung zugunsten des Parlaments, die langfristig zu einer konstitutionellen Monarchie führte. 1701 wurde dann der Act of Settlement verabschiedet, der die legitime Thronfolge per Parlamentsbeschluss abänderte und damit das Gottesgnadentum zur Disposition politischer und konfessioneller Mehrheiten stellte und somit als Leerformel erscheinen ließ. Nach dem Tod des kinderlosen Wilhelm 1702 folgte ihm seine Schwägerin Anne auf dem Thron, die jüngere Tochter Jakobs II., deren Kinder jedoch alle bereits jung und ohne Nachkommen verstorben waren. Mit dem Act of Union 1707 wurden England und Schottland zum Königreich Großbritannien vereinigt, gegen erhebliche Widerstände in Schottland, vor allem auch um die Thronfolge gemäß dem Act of Settlement abzusichern und eine Abspaltung Schottlands unter den Jakobiten zu verhindern. Tatsächlich versuchte James Francis, der durch den Act of Settlement ausgeschlossene Thronfolger, im März 1708 eine Invasion am Firth of Forth.
Anne selbst war von der Idee einer Nachfolge ihrer Cousine Sophie nicht begeistert und lehnte es ab, sie und ihren Sohn nach England einzuladen. Die Bestimmungen zur Nachfolge Annes waren direkt an die Person Sophies geknüpft, jedoch verstarb sie zwei Monate vor Queen Anne. Daher ging der Thron nach Annes Tod im August 1714 auf Sophies Sohn Georg I. von Hannover über, der – nach Mobilisierung der Flotte – zum raschen Übersetzen auf die Insel aufgefordert wurde. Mit seiner Thronbesteigung endete die Herrschaft des Hauses Stuart, obwohl es mit James Francis über einen legitimen Erben verfügte, dessen eheliche Geburt man aber vorsichtshalber bestritt. Es begann die Herrschaft der Welfen als Haus Hannover. Da Georg und dessen Nachfolger ihre deutschen Territorien weiter behielten, bestand bis zum Jahre 1837 auch eine Personalunion zwischen Großbritannien und Hannover. Das Haus Hannover regierte die britischen Inseln und das Empire bis 1901, als die Krone mit dem Tod von Königin Victoria auf das Haus Sachsen-Coburg und Gotha überging (ab 1917 umbenannt in Haus Windsor).
Die Thronfolge der Hannoveraner blieb aber umstritten und die Partei der Jakobiten betrieb die Rückkehr der katholischen Stuarts auf den Thron. Schon 1689 war es zu Aufständen in Schottland und Irland gekommen, 1708 zu einer geplanten Invasion mit französischer Hilfe, 1715 zu einem weiteren Aufstand in Schottland unter dem „Old Pretender“ James Francis, 1722/23 zum Atterbury-Putsch mit französischer, spanischer und päpstlicher Unterstützung und 1745/46 folgte die Invasion von James Francis’ Sohn Bonnie Prince Charlie („The Young Pretender“), der zuerst Schottland eroberte und dann auf London zumarschierte, letztlich aber zurückgeschlagen wurde und floh.
Der Royal Marriages Act von 1772 ergänzte die Bestimmungen des Act of Settlement später: Er legte fest, dass die Mitglieder der königlichen Familie für eine Heirat die Zustimmung des Monarchen benötigen.
Das Originaldokument des Act of Settlement (siehe Bild) befindet sich heute unter der Signatur „Cal. Or. 63, 1“ in der Abteilung Hannover des Niedersächsischen Landesarchivs.

## Veränderungen: Perth Agreement
Seit 2008 wurde, angestoßen durch die damalige Labour-Regierung unter Gordon Brown, über eine Änderung des Act of Settlement verhandelt. Am 27. Oktober 2011 einigten sich die Commonwealth Realms in Perth (Australien), diesen zu reformieren. Die Veränderung der Thronfolge benötigte gemäß dem Statut von Westminster eine entsprechende gleichlautende Gesetzgebung aller (damals 16) Commonwealth-Staaten, in denen die britische Königin bzw. der britische König Staatsoberhaupt ist, soweit die nationale Gesetzgebung nicht einfach auf die Thronfolgeregelung des Vereinigten Königreichs verweist. Während sonst alle Commonwealth Realms die Neuregelung bis Ende 2013 ratifiziert hatten, verzögerte sich die Umsetzung in Australien, wo zuerst alle Bundesstaaten einzeln und dann der Gesamtstaat die neue Thronfolgeregelung beschließen mussten. Erst am 3. März 2015 stimmte das Parlament von Western Australia zu, am 17. März dann das australische Parlament, am 19. März der Senat, am 24. März wurde der Royal Consent erteilt. Zwei Tage später teilte der stellvertretende britische Ministerpräsident Nick Clegg dem Parlament mit, dass die Neuregelung der Thronfolge am 26. März 2015 in Kraft getreten sei.
Für die Thronfolge gilt nun, dass sie unabhängig vom Geschlecht nach Reihenfolge der Geburt erfolgt; diese Regelung gilt für alle nach dem 28. Oktober 2011 geborenen potentiellen Thronfolger. Beim Inkrafttreten wirkte sich diese Regelung erstmals auf die damaligen Plätze 28 und 29 der Thronfolge aus, wo Senna Lewis (* 2010) vor ihren Bruder Tāne Lewis (* 2012) rückte.
Zweitens führt die Heirat mit einem Katholiken nun nicht mehr zu einem Ausschluss von der Thronfolge, ein Herrscher selbst muss aber der anglikanischen Kirche angehören. Diese Regelung gilt rückwirkend für alle lebenden möglichen Thronfolger und betraf bei Inkrafttreten als erstes den Platz 34 der Thronfolge, den George Windsor, Earl of St. Andrews, zurückerhielt; seine beiden ältesten Kinder blieben dagegen von der Thronfolge ausgeschlossen, weil sie der katholischen Kirche angehören.
Drittens benötigen nun nur noch die sechs nächsten Thronfolger eine Zustimmung des aktuellen Herrschers zu ihrer Heirat, der Royal Marriages Act von 1772 trat damit außer Kraft. Anders als unter dem Royal Marriages Act sind ohne Einwilligung geschlossene Ehen auch nicht mehr nichtig, sondern führen lediglich zum Ausschluss der betroffenen Person und ihrer Nachkommen von der Thronfolge.